# Rourea pubescens
Rourea pubescens är en tvåhjärtbladig växtart som först beskrevs av Dc., och fick sitt nu gällande namn av Ludwig Radlkofer. Rourea pubescens ingår i släktet Rourea och familjen Connaraceae. Utöver nominatformen finns också underarten R. p. spadicea.